# Fort Ferdinandus
Fort Ferdinandus is een buurtschap en een fort gelegen in de Ferdinanduspolder in de gemeente Terneuzen in de Nederlandse provincie Zeeland. De buurtschap, in de regio Zeeuws-Vlaanderen, is gelegen aan de Fort Ferdinandusweg, de Langeweg en de Axelsestraat ten westen van Absdale. De buurtschap bestaat uit een twintigtal woningen. In Fort Ferdinandus ligt een productiebos. De buurtschap is vernoemd naar het gelijknamige fort, Fort Ferdinandus.

## Het Fort
Fort Ferdinandus werd begin 17e eeuw aangelegd door de Spanjaarden. Later werd het fort vernoemd naar Ferdinand van Oostenrijk, die in 1634 landvoogd van de Zuidelijke Nederlanden werd. Het fort lag op een strategische plaats omdat de slikken ten westen en ten noorden van het fort geschikt waren voor vijandelijke landingen. In 1634 werd het fort onderdeel van de Linie van Communicatie tussen Hulst en Sas van Gent. Zo wilden de Spanjaarden het gebied beter kunnen verdedigen tegen strooptochten door de Staatsen vanuit Axel. Nadat het fort in Staatse handen was gevallen, bleef de versterking tot 1745 behouden. De omwalling, het binnenplein en de gracht van het fort zijn nog steeds te herkennen in het landschap ten zuidoosten van de splitsing Fort Ferdinandusweg-Langeweg.